# Piano (hudební projev)

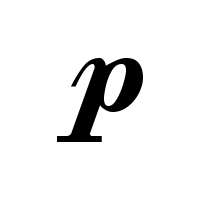
Označení v partituře

Piano (italsky: měkký, tichý), je termín používaný v hudbě k označení určité intenzity zvuku, tedy jeho určité nuance (jemný rozdíl, odstín). V partituře se označuje písmenem p. Je opakem forte (italsky: silný, hlasitý)
Intenzita označená piano je větší než u pianissima a nižší než u mezzopiana. V partituře se objevuje jako zkratka pod notovou osnovou a přesně pod notou, kde tato dynamika začíná.
Skladba se od tohoto okamžiku hraje piano, dokud se neobjeví nový dynamický indikátor nebo hvězdička. Tyto nuance se užívají od klasicismu (2. polovina 18. století), aby interpret dosáhl provedení blízkého skladatelově představě.
Z toho odvozená označení jsou:
- pianissimo (pp), velmi tiše

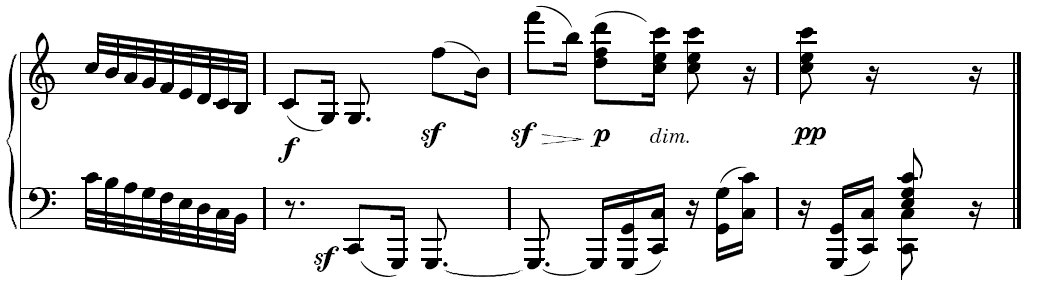
Příklad partitury

- pianopianissimo (ppp), nanejvýš tiše
- mezzopiano (mp),napůl tiše, docela tiše (trochu hlasitěji než p)
- fortepiano (fp), hlasitě a hned zase tiše.

Termín piano se ve smyslu označení hlasitosti poprvé objevuje koncem 16. století. Je to v sonátě  Sonata pian' e forte od Giovanniho Gabrieli, 1597). V průběhu následujících staletí se stávalo stále běžnějším a přibývalo diferencujících gradací (pp, ppp, viz výše). Od 19. století se v jednotlivých skladbách občas předepisovalo čtyřnásobné a pětinásobné p. Extrémním příkladem je Čajkovskéhošestá symfonie, kde je v první větě na konci expozice požadováno šestinásobné p (pppppp) od sólového fagotu.
V baroku se piano často používalo jako synonymum pro echo (opakování hudební fráze se sníženou výškou tónu).
V případě vícemanuálových klávesových nástrojů (varhany) mohou být různé manuály vyžadovány prostřednictvím forte i piano.